# USS St. Lo (CVE-63)
USS St. Lo (CVE-63) var ett amerikanskt eskorthangarfartyg av Casablanca-klass som sänktes av japanska kamikazepiloter öster om Samar på Filippinerna den 25 oktober 1944 under slaget vid Leytebukten. 114 man omkom.